# Mauro Nespoli

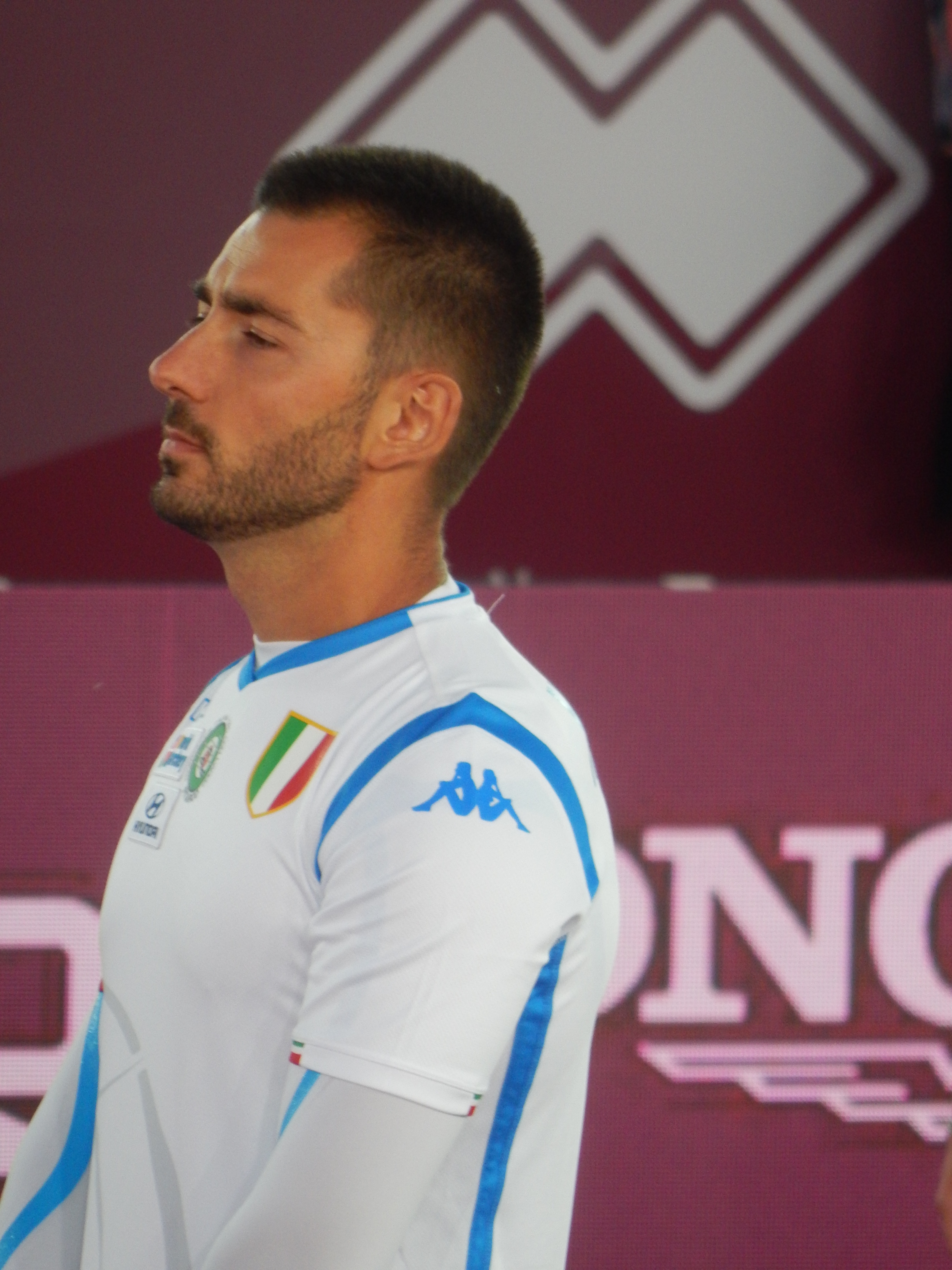
Mauro Nespoli in 2019

Mauro Nespoli (Voghera, 22 november 1987) is een Italiaanse boogschutter.
Nespoli kwam met boogschieten in aanraking toen hij als negenjarige met zijn ouders met vakantie was. Een maand later werd hij lid van een schietvereniging in zijn woonplaats. Hij schiet met een recurveboog. Toen hij veertien was werd hij lid van het nationaal juniorenteam en in 2006 van het seniorenteam (met Marco Galiazzo en Michele Frangilli). Hij deed mee aan diverse nationale en internationale wedstrijden. Op de Olympische Spelen in Peking (2008) won hij, met teamgenoten Marco Galiazzo en Ilario di Buò, de zilveren medaille. Hij staat 22e (juni 2008) op de FITA-wereldranglijst.

## Resultaten
2002
 EK (team)
 WK (team)
2003
 NK indoor (individueel)
 NK indoor (team)
2005
 WK indoor (team)
 EK outdoor
 NK outdoor
2007
4e World Cup, stage 2 (team)
 World Cup, stage 4 (team)
2008
 World Cup, stage 1 (team)
 World Cup, stage 2 (team)
37e EK outdoor
 Olympische Spelen (team)